# Cellule principale

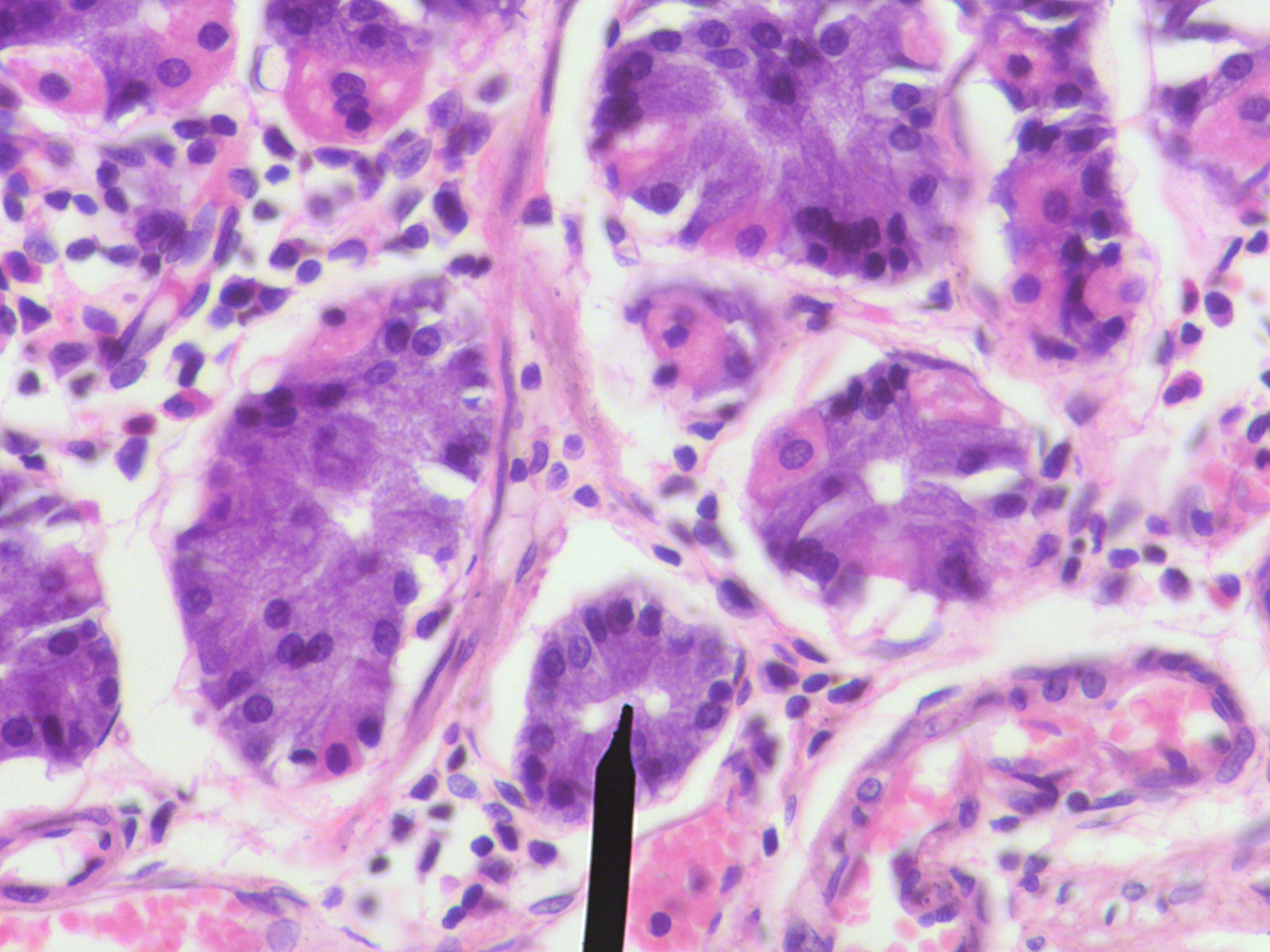
Chief cells.

Les cellules principales de l'estomac sont impliquées dans la sécrétion de pepsinogène,. 
Il s'agit du précurseur de la pepsine, une enzyme protéolytique permettant la biodégradation et la digestion des peptides. 
Leur cytoplasme est fortement basophile.